# Schiffssetzungen bei Rannarve

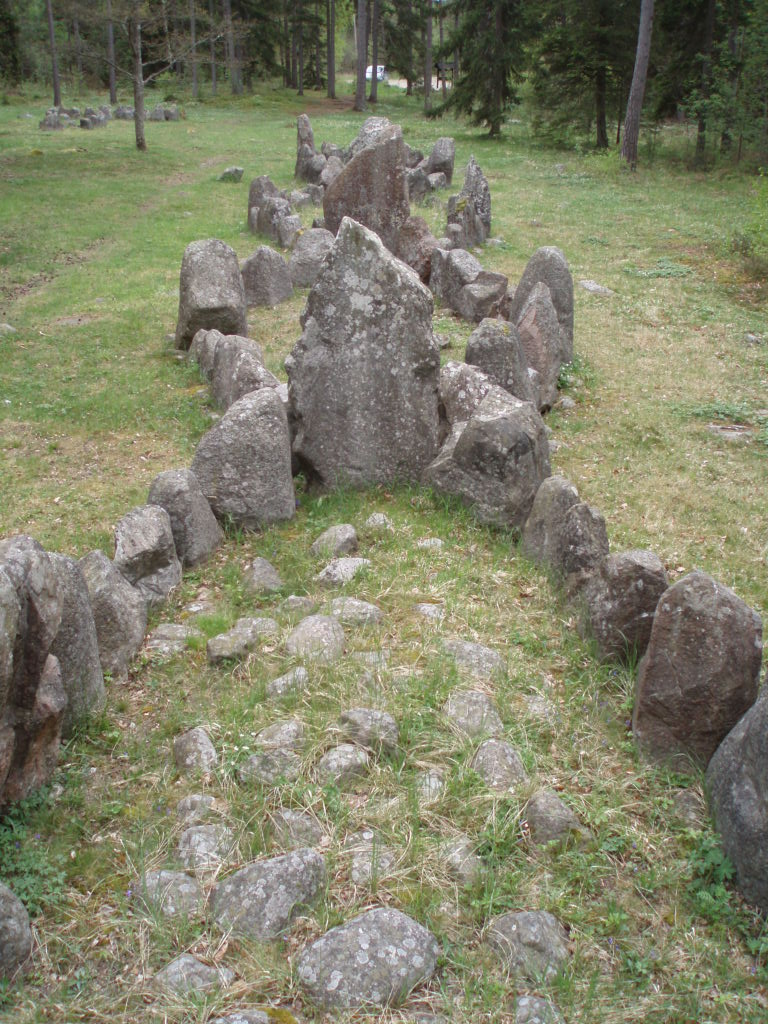
Schiffssetzungen bei Rannarve

Die Schiffssetzungen bei Rannarve liegen in Klintehamn auf der schwedischen Ostseeinsel Gotland.
Im Nordwesten des Ortes Klintehamn beginnt ein Waldweg, der nach etwa einem Kilometer nach Norden abbiegt. Nach weiteren 250 m gelangt man zu einem gerodeten frühgeschichtlichen Gebiet mit Schiffssetzungen und Steinhügelgräbern. Vier Schiffssetzungen liegen hintereinander in gerader Linie nach Norden ausgerichtet. 

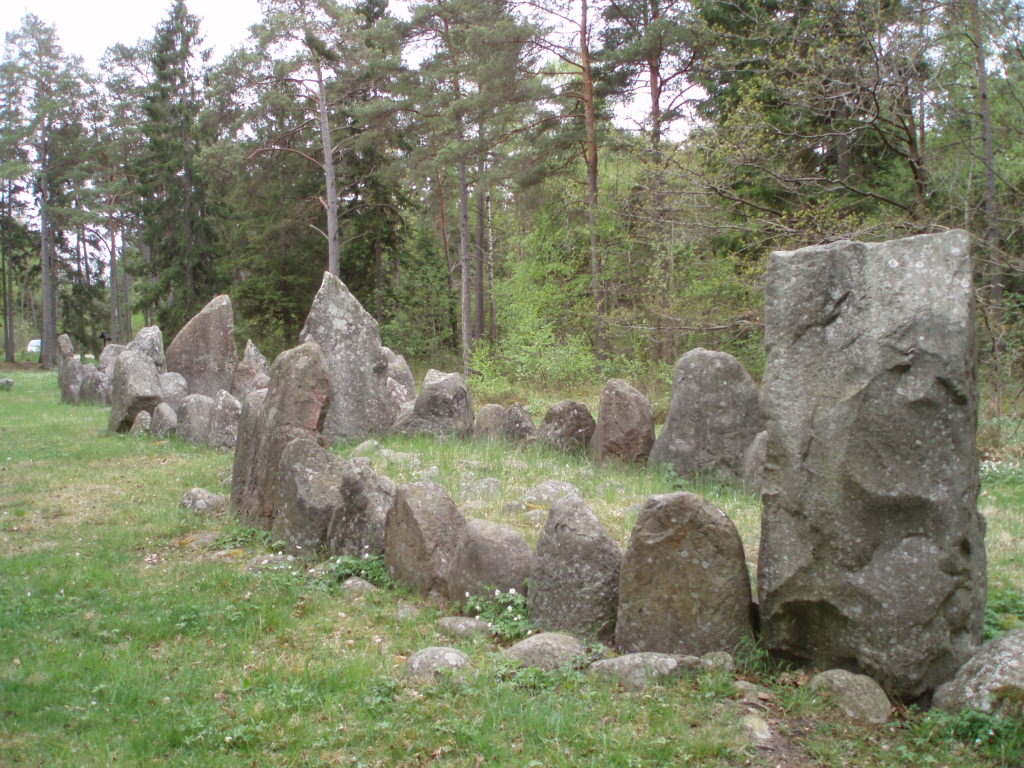
Schiffssetzungen bei Rannarve

Die Schiffe sind jeweils etwa neun Meter lang und fünf Meter breit und weisen fünf gemeinsame Stevensteine von gut zwei Metern Höhe auf. Die drei mittleren bilden jeweils gemeinsam die Vorder- bzw. Hintersteven der angrenzenden Schiffe. Die Anlage war durch umgefallene Steine beschädigt. Im Zuge der archäologischen Untersuchungen von 1966 bis 1967 wurden die Steinschiffe restauriert.  
Hier liegen auch eine kleine Schiffssetzung mit einem kleinen zentralen Menhir und ein eng gesetzter Steinkreis, der einen Cairn einfasst.
Bei den Grabungen wurde in einem der Schiffe eine Urne mit Leichenbrand entdeckt. Es war eine so genannte Hausurne in Form einer Rundhütte. Das Gefäß ist in der vorhistorischen Abteilung des Länsmuseums Gotlands Fornsal in Visby ausgestellt. Anhand der Hausurne und der kleinen Bronzemesser lassen sich die Beisetzungen auf die jüngere Bronzezeit datieren. 
Von den Schiffssetzungen führt ein Pfad zu einer 300 m entfernten großen Röse, einem bronzezeitlichen Steinhügelgrab. 